# 12135 Terlingen
A 12135 Terlingen (ideiglenes jelöléssel 3021 P-L) a Naprendszer kisbolygóövében található aszteroida. Cornelis Johannes van Houten,  Ingrid van Houten-Groeneveld és Tom Gehrels fedezte fel 1960. szeptember 24-én.